# Скафати
Скафати (итал. Scafati) град је у Италији у регији Кампања. Према процени из 2010. у граду је живело 50.794 становника.

## Географија
| Клима (Скафати)          | Клима (Скафати) | Клима (Скафати) | Клима (Скафати) | Клима (Скафати) | Клима (Скафати) | Клима (Скафати) | Клима (Скафати) | Клима (Скафати) | Клима (Скафати) | Клима (Скафати) | Клима (Скафати) | Клима (Скафати) | Клима (Скафати) |
| Показатељ \ Месец        | .Јан.           | .Феб.           | .Мар.           | .Апр.           | .Мај.           | .Јун.           | .Јул.           | .Авг.           | .Сеп.           | .Окт.           | .Нов.           | .Дец.           | .Год.           |
| ------------------------ | --------------- | --------------- | --------------- | --------------- | --------------- | --------------- | --------------- | --------------- | --------------- | --------------- | --------------- | --------------- | --------------- |
| Средњи максимум, °C (°F) | 13,1 (55,6)     | 13,6 (56,5)     | 16,1 (61)       | 19,4 (66,9)     | 23,2 (73,8)     | 27,3 (81,1)     | 29,8 (85,6)     | 29,8 (85,6)     | 26,8 (80,2)     | 22,8 (73)       | 18,1 (64,6)     | 14,8 (58,6)     | 29,8 (85,6)     |
| Средњи минимум, °C (°F)  | 5,4 (41,7)      | 5,6 (42,1)      | 7,5 (45,5)      | 9,8 (49,6)      | 13,0 (55,4)     | 16,8 (62,2)     | 18,6 (65,5)     | 18,6 (65,5)     | 16,7 (62,1)     | 13,5 (56,3)     | 9,9 (49,8)      | 7,2 (45)        | 5,4 (41,7)      |
| [ тражи се извор ]       |                 |                 |                 |                 |                 |                 |                 |                 |                 |                 |                 |                 |                 |

## Становништво
Према резултатима пописа становништва 2011. у општини је живело 50.013 становника.
| 1931.  | 1936.  | 1951.  | 1961.  | 1971.  | 1981.  | 1991.  | 2001.  | 2011.  |
| ------ | ------ | ------ | ------ | ------ | ------ | ------ | ------ | ------ |
| 15.105 | 16.037 | 20.556 | 23.254 | 25.758 | 34.061 | 40.710 | 47.082 | 50.013 |